# Ella Tillema
Ella Tillema, född 5 september 1983 i Stockholm, är en svensk målare.
Tillema är utbildad vid Malmö konsthögskola och har medverkat vid flera samlingsutställningar. Hon tilldelades Lengertz konstpris 2012 och Ljungbergmuseets stipendium 2014 samt 2020 mottog hon LO:s kulturpris.